# Straßenkarte

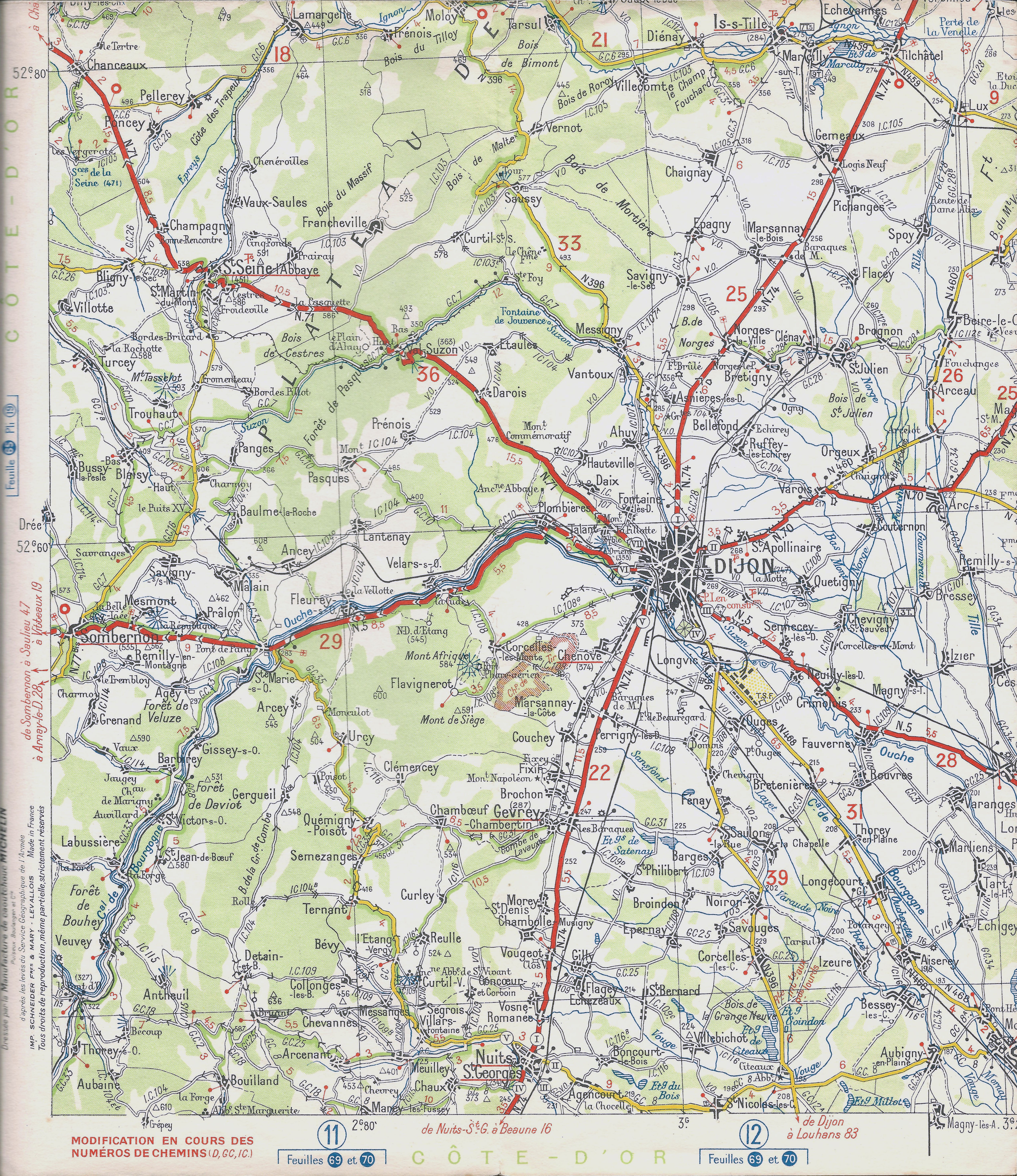
Michelin-Karte Nr. 66 Dijon von 1940

Eine Straßenkarte ist eine thematische Karte, die den Schwerpunkt auf die Ortschaften und das verbindende Straßennetz mit allen wichtigen Informationen, die mit dem Straßenverkehr in Verbindung stehen, setzt. Zudem enthält sie heute meist touristische Informationen zur Reise- und Urlaubsplanung. Unter Straßenkarten im engeren Sinn versteht man auf Papier gedruckte Karten, die in diesem Artikel behandelt werden. Sie unterscheiden sich durch die Darstellung der Topografie und einer Fülle von Informationen, die über den Straßenverkehr weit hinausgehen.

## Geschichte
Die Tabula Peutingeriana stellt das römische Straßennetz (viae publicae) im spätrömischen Reich von den Britischen Inseln über den Mittelmeerraum und den Nahen Osten bis nach Indien und Zentralasien dar.
Die früheste Straßenkarte Mitteleuropas ist die 1500 anlässlich des heiligen Jahres gedruckte Rom-Weg-Karte von Erhard Etzlaub. Die Karte mit dem Titel Das ist der Rom-Weg von meylen zu meylen mit puncten verzeichnet von eyner stat zu der andern durch deutzsche landt. ist wie alle Karten Etzlaubs gesüdet (Süden liegt oben), drei Himmelsrichtungen sind mit Aufgang, Mittag und Undergang beschriftet. Der Straßenverlauf ist wiedergegeben und die Entfernungen zwischen den Städten sind durch Punkte im Abstand je einer Deutschen Meile (7,4 km) messbar.
Siehe auch: Karte, Kartenherstellung

## Ausgabeform
Straßenkarten werden üblicherweise als gefaltetes Kartenblatt (meist als Bestandteil einer Kartenserie) herausgegeben. Sind die Karten auf mehrere Blätter verteilt und zu einem Buch gebunden, dann spricht man von einem Autoatlas.
Oft wurden Straßenkarten auch als Werbemittel eingesetzt.

## Karteninhalt

### Topografie
- Geländedarstellung mit Gewässernetz und Wäldern
- Darstellung von Städten und Ortschaften/Siedlungen, gegliedert nach Größe und administrativer Zugehörigkeit, oft mit separatem Ortsverzeichnis

### Straßennetz
Die Straßen als topografische Objekte selbst werden je nach Klassifizierung und Bedeutung unterschiedlich dargestellt.
- Autobahnen: Generalkarte 1 : 200.000: z. B. orange Füllung mit dreifachen Linien; sonst: dreifaches Band außen zweimal rot und in Mitte orange oder blaues Doppelband; in nicht deutschsprachigen Ländern auch grünes Doppelband
- Nummerierung der Autobahnanschlussstellen, Mautstellen und mautpflichtige Autobahnabschnitte
- Autostraßen (kreuzungsfrei, in Deutschland Kraftfahrstraßen, in Österreich Schnellstraßen):
  - Generalkarte: zweibahnig (vier- oder sechsstreifig): z. B. rote Füllung mit dreifachen Linien, sonst: rotes Doppelband
  - einbahnig (zwei- oder dreistreifig): dickes rotes Band, selten auch rotes Doppelband
- Hauptverkehrsstraßen: z. B. rotes oder oranges Band
- Landstraßen: dünne Doppellinie mit gelber Füllung
- Nebenstraßen: dünne Doppellinie mit weißer Füllung

In Bau oder in Planung befindliche Straßenabschnitte werden durch Signaturabwandlung unterschieden:
- in Bau: gleiche Signatur, aber mit gerissenen Bändern bzw. Linien, oft mit Angabe des Zeitpunktes der vorgesehenen Fertigstellung
- in Planung: zweibahnige Straßen drei Linien, einbahnige Straßen zwei Linien ohne Farbfüllung

Nummerierung der Straßen: Europastraßen, Autobahnen, Fernverkehrsstraßen wie Nationalstraßen/Bundesstraßen

### Ergänzungen zum Straßennetz
Diese Angaben sind abhängig von Qualität und Maßstab der Karte:
- Entfernungsangaben zwischen Autobahnknoten und Entfernungs„nadeln“
- staugefährdete Abschnitte
- Bergstrecken:
  - größere Steigungen (in Prozent) und Geländehöhe der Pässe
  - Mautstraßen
  - zeitliche Befahrbarkeit von Pässen
  - Strecken mit Verbot für Wohnwagen
- Tunnel, Autofähren, Grenzübergänge
- Tankstellen, Raststätten, Parkplätze, Autohöfe
- eingeschränkte Durchfahrtshöhen / -breiten (bei Karten für Güterverkehr)

### Zusätzliche touristische Einträge
Straßenkarten, insbesondere im Maßstab 1 : 200.000 (z. B. Generalkarte) oder 1 : 150.000 (Maxiatlas), enthalten z. B. folgende Einträge:
- Qualifizierung von Orten:
  - eine Reise wert
  - lohnt einen Umweg
  - sehenswert
- malerische Ortsbilder
- Landschaftlich schöne Strecken, Ferienstraßen
- Gebirge, Nationalparks, Naturparks, Naturschutzgebiete
- Points of Interest (POI):
  - Sehenswürdigkeiten wie Schlösser, Klöster, Burgen, Archäologische Stätten
  - Freibäder, Strandbäder, Golfplätze
- Wandern und Wintersport:
  - Orte und Berge jeweils mit Höhenangaben
  - Wanderparkplätze und bevorzugte Wanderwege, Fernwanderwege und Wanderziele, wie Aussichtspunkte, Wasserfälle oder bewirtschaftete Berghütten
  - Museumseisenbahnen, Zahnradbahnen, Standseilbahnen, Gondelbahnen, Sessellifte, Berghotels
- Übernachtungsmöglichkeiten: Campingplätze, Gasthöfe außerhalb geschlossener Ortschaften
- Zusätzliche interdisziplinäre Eintragungen für Reisen mit unterschiedlichen Verkehrsmitteln:
  - Häfen, Bootshäfen, Linienschifffahrt
  - Eisenbahnstrecken mit Bahnhöfen und Haltepunkten
  - Flughäfen und Flugplätze aller Art
- Sperrgebiete

Insbesondere für den Massenmarkt vorgesehene Straßenkarten waren während des Kalten Krieges häufig mehr oder minder zensiert.

## Heutige Bedeutung der Straßenkarte
Für Individualreisen, für die ganz oder zeitweise Auto oder Mietwagen genutzt werden, sind entgegen heute verbreiteter Meinung Straßenkarten bei gehobenen Ansprüchen zur Reiseplanung unentbehrlich. Da sie über das Straßennetz hinaus, je nach Maßstab, auch andere Verkehrsmittel enthalten. Zudem bieten Straßenkarten, insbesondere im größeren (genaueren) Maßstab, eine Vielfalt touristischer Eintragungen, wie beispielsweise landschaftlich schöne Strecken. Bei vorhandenem Kartenverständnis können Straßenkarten als Ideengeber für Tagesausflüge oder Reisen und zu deren Planung dienen. Für anspruchsvolle Tourenplanungen sind detailgenaue Straßenkarten unentbehrlich und können mit elektronischen Medien kombiniert werden (siehe Einleitung). Im Gegensatz zu Tourist-Informationen geben Straßenkarten das Erscheinungsbild einer Region übersichtlich und neutral wieder, ermöglichen den Vergleich mit anderen Regionen und kritische Analysen.
In Gebirgen, insbesondere in den Alpen, werden beispielsweise durch entsprechende Eintragungen Wintersportorte und Regionen sichtbar, die andererseits wegen der Eingriffe in das Landschaftsbild und seiner außerhalb der Skisaison verödeten Ferienorte weniger oder überhaupt nicht für einen Sommer- oder Wanderurlaub geeignet sind. Dies verschweigt in der Regel aber die örtliche Tourist-Information und Hotelwerbung.
Zu den Vor- und Nachteilen der Straßenkarte gegenüber Routenplaner und Navigationssystemen siehe: Autoatlas, Alternativen im Vergleich.
Siehe auch: Karte, Computerbasierte Herstellung